# Craniophora jactans
Craniophora jactans là một loài bướm đêm trong họ Noctuidae.